# Asa Earl Carter
Asa Earl Carter, noto anche con lo pseudonimo di Forrest Carter (Anniston, 4 settembre 1925 – Abilene, 7 giugno 1979), è stato uno scrittore e attivista statunitense, sostenitore della segregazione razziale e organizzatore del Ku Klux Klan.

## Biografia
Carter nacque ad Anniston, in Alabama, nel 1925, secondogenito di quattro figli. Prestò servizio nella United States Navy durante la seconda guerra mondiale e per un anno studiò giornalismo all'Università del Colorado. Sotto lo pseudonimo del presunto scrittore Cherokee Forrest Carter, scrisse The Rebel Outlaw: Josey Wales (1972), un romanzo western che portò a un film del 1976 con Clint Eastwood che fu adottato nel National Film Registry, e The Education of Little Tree (1976), un best-seller pluripremiato che fu commercializzato come un libro di memorie, ma che si rivelò essere finzione. Nel 1976, dopo il successo di The Rebel Outlaw e del suo adattamento cinematografico, il New York Times rivelò che Forrest Carter era in realtà Asa Earl Carter.
Il documentario The Reconstruction of Asa Carter (2011) esamina il passato di Carter come leader del KKK e la sua reinvenzione come autore di best-seller sui nativi americani.

## Opere
- (EN) Outlaw Josey Wales, Futura Publications, 1976, ISBN 978-0860073314.
- (EN) The Vengeance Trail of Josey Wales, Delacorte Press/Eleanor Friede, 1976, ISBN 978-0440092988.
- (EN) Watch for Me on the Mountain, Delta, 1990, ISBN 978-0385300827.
- (IT) Piccolo Albero, collana Fuori collana Salani, traduzione di Francesco Saba Sardi, Salani, 2010, ISBN 9788862561105.

## Adattamenti cinematografici
- Il texano dagli occhi di ghiaccio (The Outlaw Josey Wales), regia di Clint Eastwood (1976)
- The Return of Josey Wales, regia di Michael Parks (1986)
- La magica storia di un piccolo indiano (The Education of Little Tree), regia di Richard Friedenberg (1997)